# Spurius Postumius Albus Regillensis (consul in 466 v.Chr.)
Spurius Postumius Albus Regillensis was een Romeins politicus, die in 466 v.Chr. consul van de Romeinse Republiek was.
Postumius was lid van de patricische gens Postumia. Zijn vader Aulus Postumius Albus Regillensis en broer Aulus Postumius Albus Regillensis waren in respectievelijk 496 v.Chr. en 464 v.Chr. consul.
Spurius Postumius Albus Regillensis werd in 466 v.Chr. tot consul gekozen, zijn medeconsul was Quintus Servilius Priscus. Terwijl Servilius met een leger de grens bewaakte om de Aequi in toom te houden, die weer plundertochten in Romeins gebied hadden uitgevoerd, wijdde Postumius de nieuwe tempel van Dius Fidius in Rome in.
In 454 v.Chr. maakte hij deel uit van de delegatie van senatoren die naar Athene werd gestuurd om de Griekse wetten te bestuderen.
In 451 v.Chr. werd hij tot een van de tien decemviri gekozen die de consuls van dat jaar vervingen.
In 446 v.Chr. plunderden de Aequi en Volsken opnieuw het Romeinse platteland. Omdat de spanningen tussen de patriciërs en plebejers weer waren opgelopen was het onmogelijk een strijdmacht bij elkaar te krijgen, waardoor de plunderaars de muur van Servius Tullius tot aan de Porta Esquilina konden benaderen zonder dat hen iets in de weg werd gelegd. In een hartstochtelijke toespraak wist de ervaren consul Titus Quinctius Capitolinus Barbatus het volk te raken, waarna in korte tijd een leger werd gevormd om met de vijanden af te rekenen.
Consul Quinctius beval de rechtervleugel en zijn medeconsul Agrippa Furius Fusus de linkervleugel, terwijl Postumius als legatus het commando over het centrum kreeg. Bij Corbio vond een veldslag plaats tussen het leger van de Romeinen en de troepenmacht van de Aequi en Volsken. Postumius wist in het centrum het eerst een doorbraak te forceren, waarna Quinctius de linkervleugel terugdrong. Toen ook de rechterkant instortte werd het vijandelijke kamp ingenomen en was de overwinning compleet.